# Seo Hyun-seop
Seo Hyun-seop es un diplomático surcoreano.
En 1974 Seo Hyun-seop realizó sus estudios universitarios en la Facultad de Ciencias Políticas y Diplomacia de la Universidad de Konkuk en Seúl.
Desde 1980 tiene una maestría y desde 1988 un doctorado en Derecho Internacional. 
En 1970 entró en el servicio diplomático, se desempeñó, los siguientes cargos: 
De 1975 a 1982 fue secretario de embajada de tercera clase en Tokio.
De 1982 a 1986 fue consejero de embajada en Nairobi, Kenia.
De 1986 a 1987 fue director de la Sección de la Secretaría de Relaciones Exteriores.
De 1988 a1990 fue consejero de embajada en Tokio.
De 1990 a 1993 fue consejero de embajada en Moscú en la Federación de Rusia.
De 1993 a 1996 fue director general en el Ministerio de Asuntos Exteriores.
De 1996 a 1998 fue embajador Puerto Moresby en Papúa Nueva Guinea.
De 1998 a 2001 fue Cónsul General en Fukuoka en Japón.
De 1998 a 2001 fue Cónsul General en Yokohama en Japón.
El 14 de marzo de 2002 Juan Pablo II, le recibió para la presentación de las cartas credenciales como embajador de Corea ante la Santa Sede.